# 荀跞
荀跞（前548年—前493年），中国春秋時期晋国政治人物、将軍，晉國六卿之一。荀氏、按封地又为智氏，名跞，谥号文。智悼子荀盈（智悼子、智盈）之子。史称称智文子、知文子、智跞、知跞。

## 生平
公元前533年，荀盈去世，由於其子荀躒年幼，晋平公想废黜智氏的卿位，但被智跞族叔中行吴保全下来，推举未成年的荀跞任下军佐。公元前519年，中行吴去世，荀跞开始依附国君晋顷公、晋定公。公元前527年，到成周，參加穆后的葬禮,周景王用魯國進貢的壺作為酒杯招待他，並責問晉國為何沒有禮器進貢。公元前501年，正卿范献子士鞅死后，荀跞成为中军将，繼任晉國正卿，但荀跞的声势不如其副手，晉國中军佐赵简子。
公元前516年，趙鞅和荀躒請命於晉頃公，率晉軍入周，佔領王城，迎周敬王匄入城，平定了持續三年的王子朝之亂。
公元前497年，赵鞅（赵简子）杀死邯郸大夫赵午，趙午之子趙稷據邯鄲發動叛亂，得到范氏家主士吉射与中行氏家主中行寅（中行吴的儿子）的支持。智跞联合魏侈（魏襄子）、韩不信（韩简子）藉晋定公之命，帮助赵鞅，反击范氏、中行氏。士吉射与中行寅失败，逃至朝歌。荀跞打算立士皋夷继承范氏、宠臣梁婴父继承中行氏，被赵简子拒绝，赵简子乘機徹底清除范氏及中行氏在晉國的勢力，將晉國本來的三軍六卿格局，裁減為二軍四卿。
公元前493年，智跞去世，其子荀申（荀瑶的父亲）继承智氏，赵简子继承正卿。他的谥号为文，史称智文子、知文子。

## 子
- 荀徐吾
- 荀瑕（知瑕）
- 荀申，荀瑶（智伯瑶）、荀宵之父[1]